# Sara Mills
Sara Mills é uma linguista conhecida por seus trabalhos sobre polidez linguística, teoria linguística feminista e análise crítica do discurso.